# Новое (сельское поселение Высоково)
Новое — деревня в Рамешковском районе Тверской области.

## География
Находится приблизительно в 3 км к югу от районного центра поселка Рамешки и в 50 км к северу от Твери. В 1,5 км к востоку от деревни проходит автодорога Тверь — Рамешки — Бежецк.

## История
В 1859 году в государственной карельской деревне Новое было 19 дворов, в 1887 — 33, в 1936 − 62 хозяйства, 1989 — 39. В советское время работали колхозы «Прибой», им. Ворошилова и «Трудовик». В 2001 году в деревне 11 домов с постоянными жителями, 18 домов — собственность наследников и дачников.
До 2021 входила в сельское поселение Высоково до его упразднения.

## Население
| 1859 | 1936 | 1989 | 2002 | 2008 | 2010 |
| ---- | ---- | ---- | ---- | ---- | ---- |
| 139  | ↗258 | ↘39  | ↘25  | ↘20  | ↗22  |

Национальный состав: русские — 76 %, карелы — 24 % (2002 год).